# Liste der ugandischen Botschafter in Russland

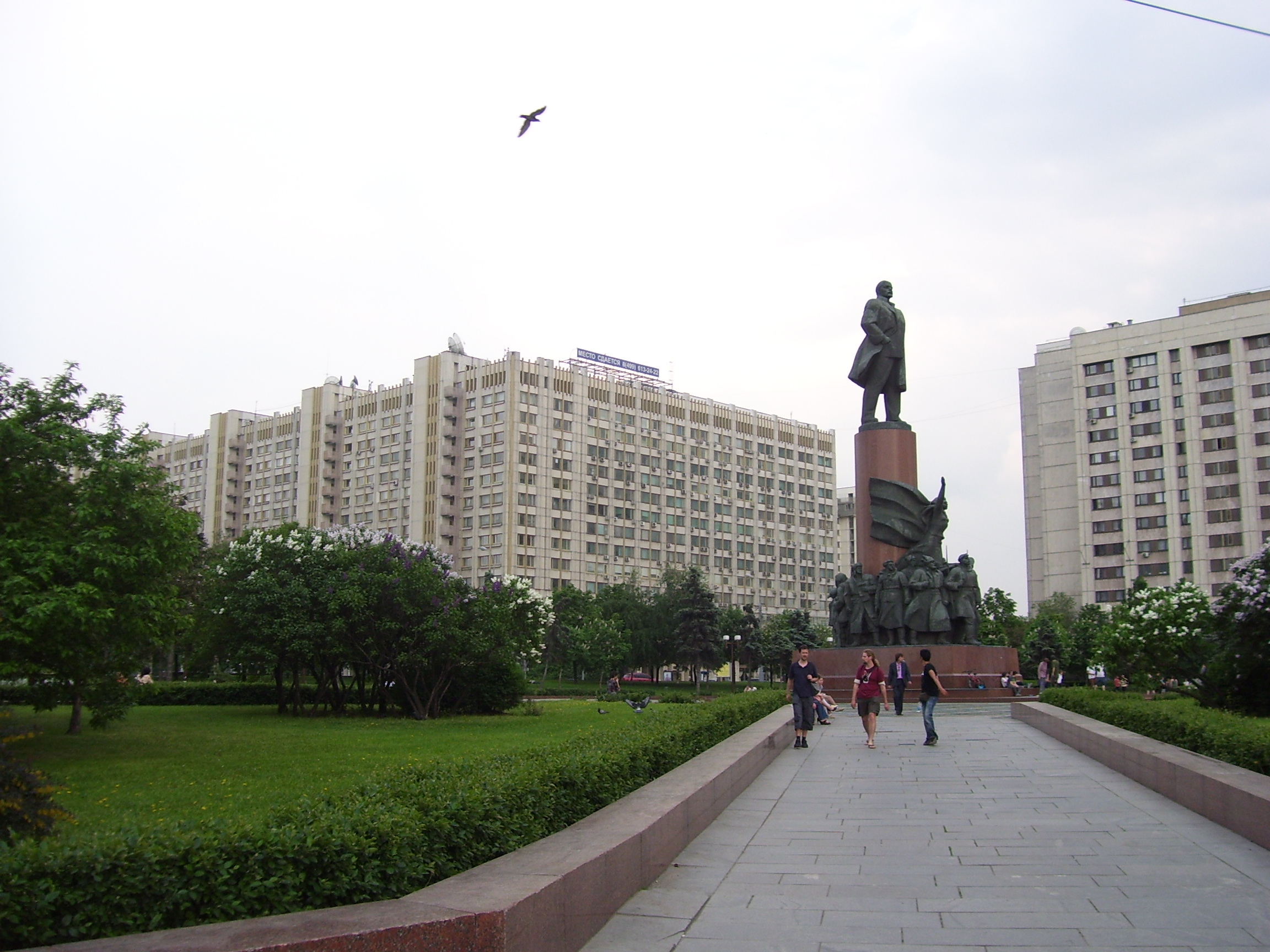
Die Botschaft befindet sich in Moskau.

## Geschichte
Die Regierungen der Sowjetunion und Ugandas nahmen am 13. Oktober 1962 diplomatische Beziehungen auf. Die Regierung von Alexei Nikolajewitsch Kossygin bekundete Interesse, dass die Regierung von Idi Amin die Regierung von Agostinho Neto von der Movimento Popular de Libertação de Angola, die am 11. November 1975 ihre Unabhängigkeit von Portugal erklärte, anerkennt. Idi Amin sympathisierte aber mehr mit der Frente Nacional de Libertação de Angola. Er bat Leonid Iljitsch Breschnew am 9. November 1975 in einen Brief, das sowjetische Verhalten innerhalb von 48 Stunden persönlich durch einen hohen Beamten erklären zu lassen, andernfalls werde er die Beziehungen zur Sowjetunion abbrechen. Idi Amin ließ den sowjetischen Botschafter ausweisen, die Regierung von Alexei Nikolajewitsch Kossygin wies am 11. November 1975 die ugandischen Botschafter aus Moskau aus. Am 15. November 1975 bot Idi Amin an, die Beziehungen wieder aufzunehmen, was mit dem Agrément zu neuen Botschaftern am 17. November 1975 geschah.
| Ernannt / Akkreditiert | Botschafter                                 | Bemerkungen | Präsident von Uganda   | Präsident Russlands            | Posten verlassen |
| ---------------------- | ------------------------------------------- | --- | ---------------------- | ------------------------------ | ---------------- |
| 1. Okt. 1964           | Yekosofati Atoke Engur                      | | Edward Mutesa          | Leonid Iljitsch Breschnew      | Mai 1971         |
| 22. Juli 1971          | Michael D. Y. Ondoga                        | | Idi Amin               | Leonid Iljitsch Breschnew      | 18. Okt. 1973    |
| 26. Feb. 1975          | Lamech Egondi Akong'o                       | (* 1937; † 2006) 1978: Hochkommissar in Ottawa | Idi Amin               | Leonid Iljitsch Breschnew      | 30. März 1977    |
| 13. Juni 1977          | Eli Aseni                                   | Oberst | Idi Amin               | Leonid Iljitsch Breschnew      | 28. Okt. 1977    |
| 12. Okt. 1979          | Ernest Rusita                               | 16. Dezember 1971: Geschäftsträger in Washington, D.C., 29. Juni 1986: Hochkommissar (Commonwealth) London, 2001–2004: Mitglied der International Civil Service Commission der UN. | Godfrey Binaisa        | Leonid Iljitsch Breschnew      | 8. Juni 1985     |
| 8. Juni 1985           | Eryesafu Adoniyah Samuel Ochienghs-Wellborn | (* 1. November 1930) | Tito Okello            | Andrei Andrejewitsch Gromyko   |                  |
| 7. Apr. 1987           | Emilio Mondo                                | Generalmayor, unter Idi Amin Verteidigungsminister | Yoweri Kaguta Museveni | Andrei Andrejewitsch Gromyko   | 30. Apr. 1988    |
| 13. Okt. 2005          | Barteka Sam Sakajja                         | | Yoweri Kaguta Museveni | Wladimir Wladimirowitsch Putin | 18. Dez. 2007    |
| 9. Dez. 2008           | Moses Ebuk                                  | | Yoweri Kaguta Museveni | Dmitri Anatoljewitsch Medwedew | 2017             |
| 2017                   | Olwa Johnson Agara                          | | Yoweri Kaguta Museveni | Wladimir Wladimirowitsch Putin |                  |